# Placówki dyplomatyczne i konsularne w Polsce: P
Stan na: 23 grudnia 2024

## Pakistan

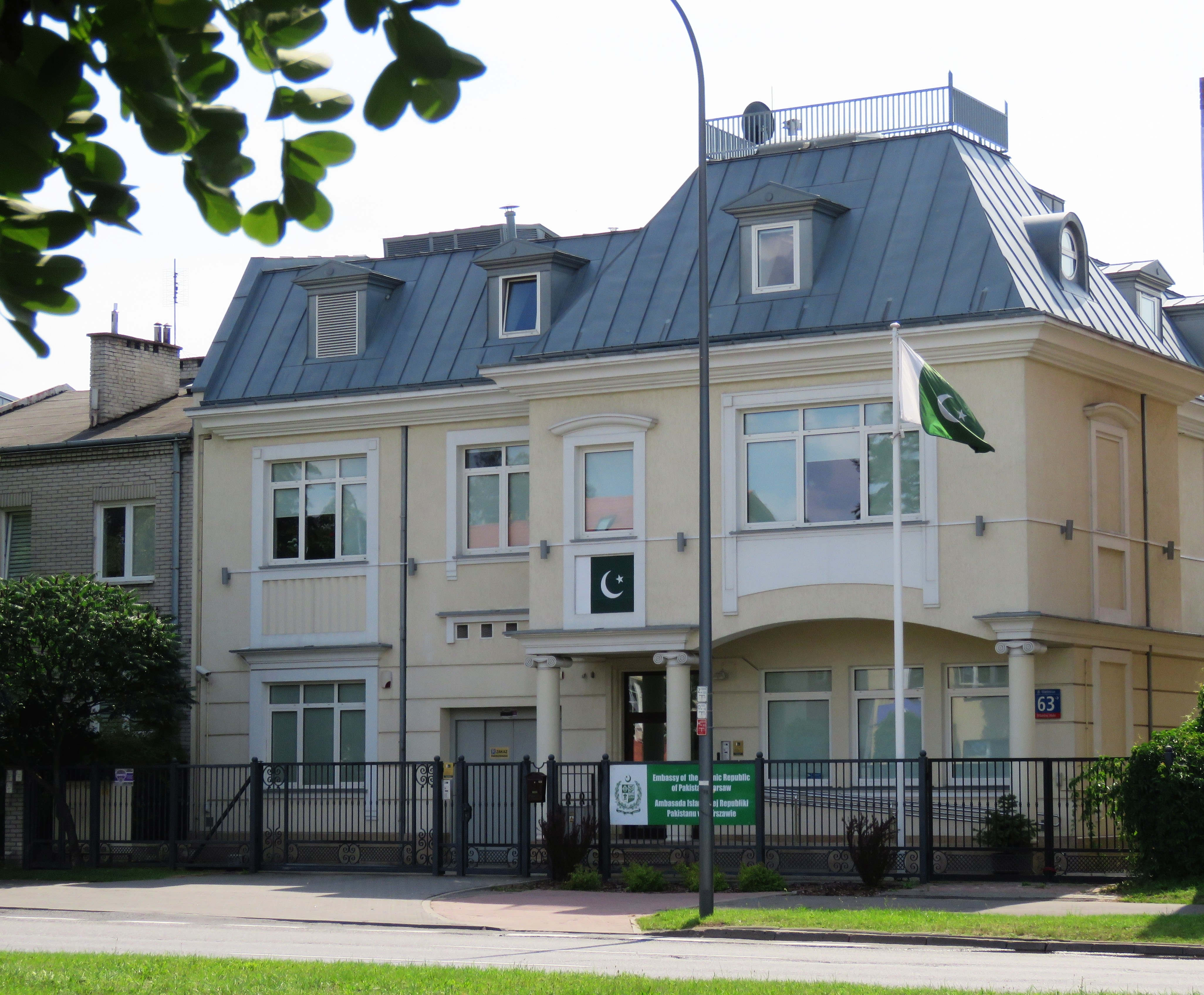
Ambasada Islamskiej Republiki Pakistanu przy ul. Wiertniczej w Warszawie

Ambasada Islamskiej Republiki Pakistanu w Warszawie
- szef placówki: Muhammad Sami-ur-Rehman (ambasador)
- Strona oficjalna

## Palau
Brak nawiązanych stosunków dyplomatycznych.

## Palestyna
Ambasada Palestyny w Warszawie

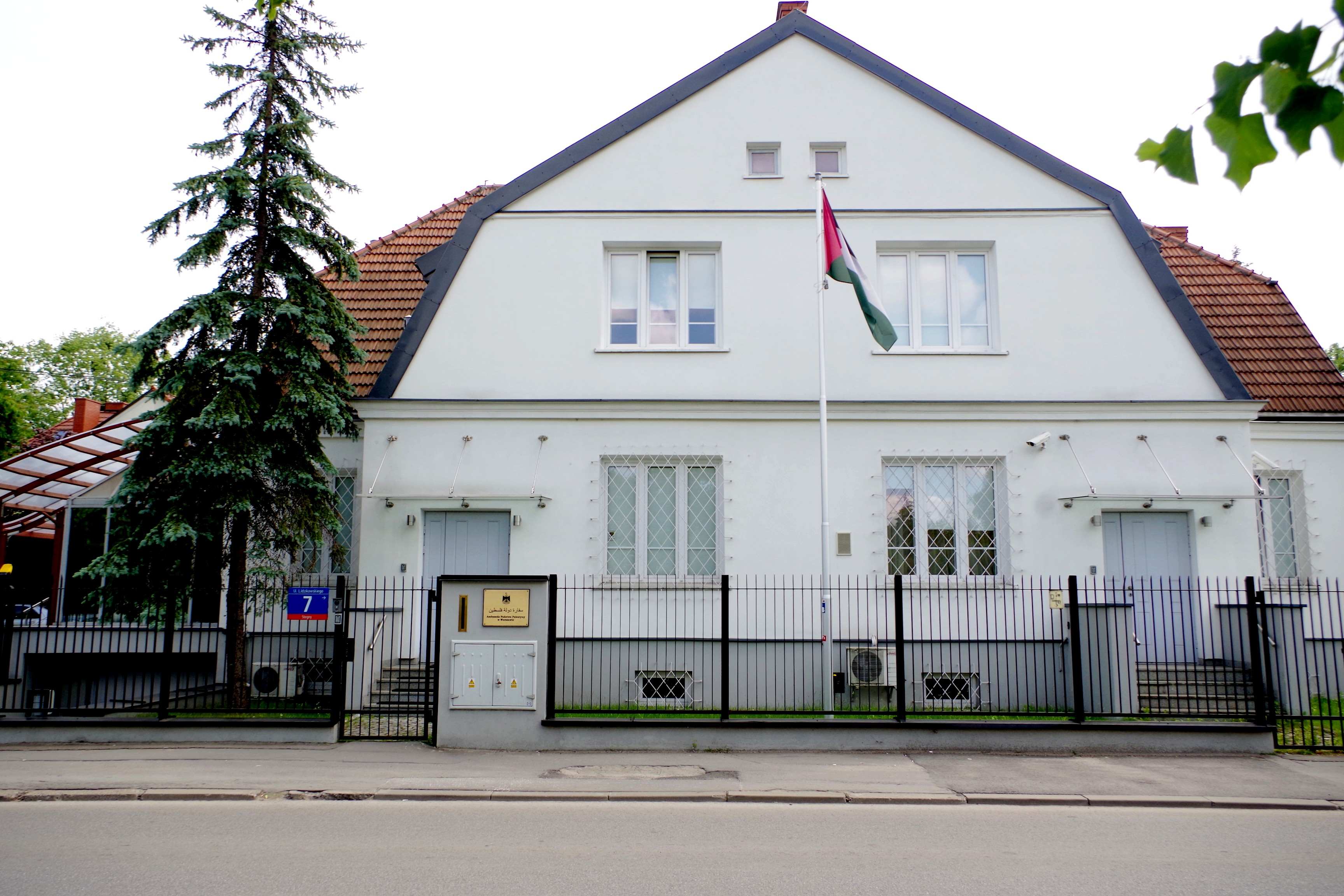
Ambasada Palestyny przy ul. Idzikowskiego w Warszawie

- szef placówki: Mahmoud Khalifa (ambasador)
- Strona oficjalna

## Panama
Ambasada Republiki Panamy w Warszawie
- szef placówki: Jorge Ricardo Silén Santacoloma (ambasador)
- Strona oficjalna

## Papua-Nowa Gwinea
Brak placówki – Polskę obsługuje Ambasada Niezależnego Państwa Papui-Nowej Gwinei w Brukseli (Belgia).

## Paragwaj
Brak placówki – Polskę obsługuje Ambasada Republiki Paragwaju w Berlinie (Niemcy).

## Peru
Ambasada Republiki Peru w Warszawie

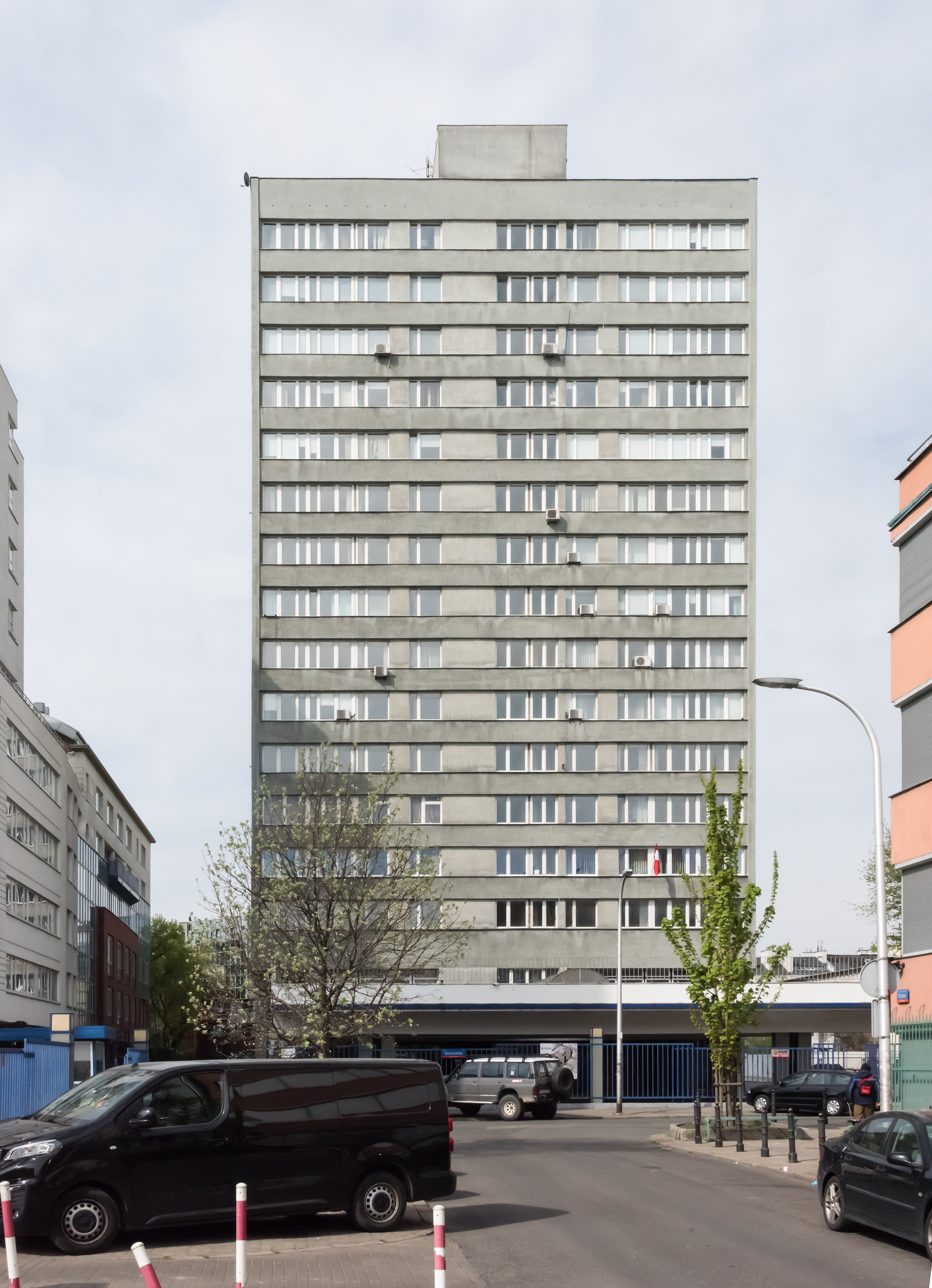
Budynek przy ul. Starościńskiej 1 w którym mieści się Ambasada Peru

- szef placówki: Gloria Lissette Nalvarte Simoni de Isasi (ambasador)
- Strona oficjalna

Konsulat Honorowy Republiki Peru w Gdańsku
- szef placówki: Roman Walasiński (konsul honorowy)

Konsulat Honorowy Republiki Peru w Katowicach
- szef placówki: Wojciech Giergiel (konsul honorowy)

Konsulat Honorowy Republiki Peru w Krakowie
- szef placówki: Marcin Mazgaj (konsul honorowy)

Konsulat Honorowy Republiki Peru w Lublinie
- szef placówki: Zbigniew Michalak (konsul honorowy)

Konsulat Honorowy Republiki Peru w Poznaniu
- szef placówki: Kajetan Pyrzyński (konsul honorowy)

Konsulat Honorowy Republiki Peru w Toruniu
- szef placówki: Stanisław Rakowicz (konsul honorowy)
- Strona oficjalna

## Południowa Afryka

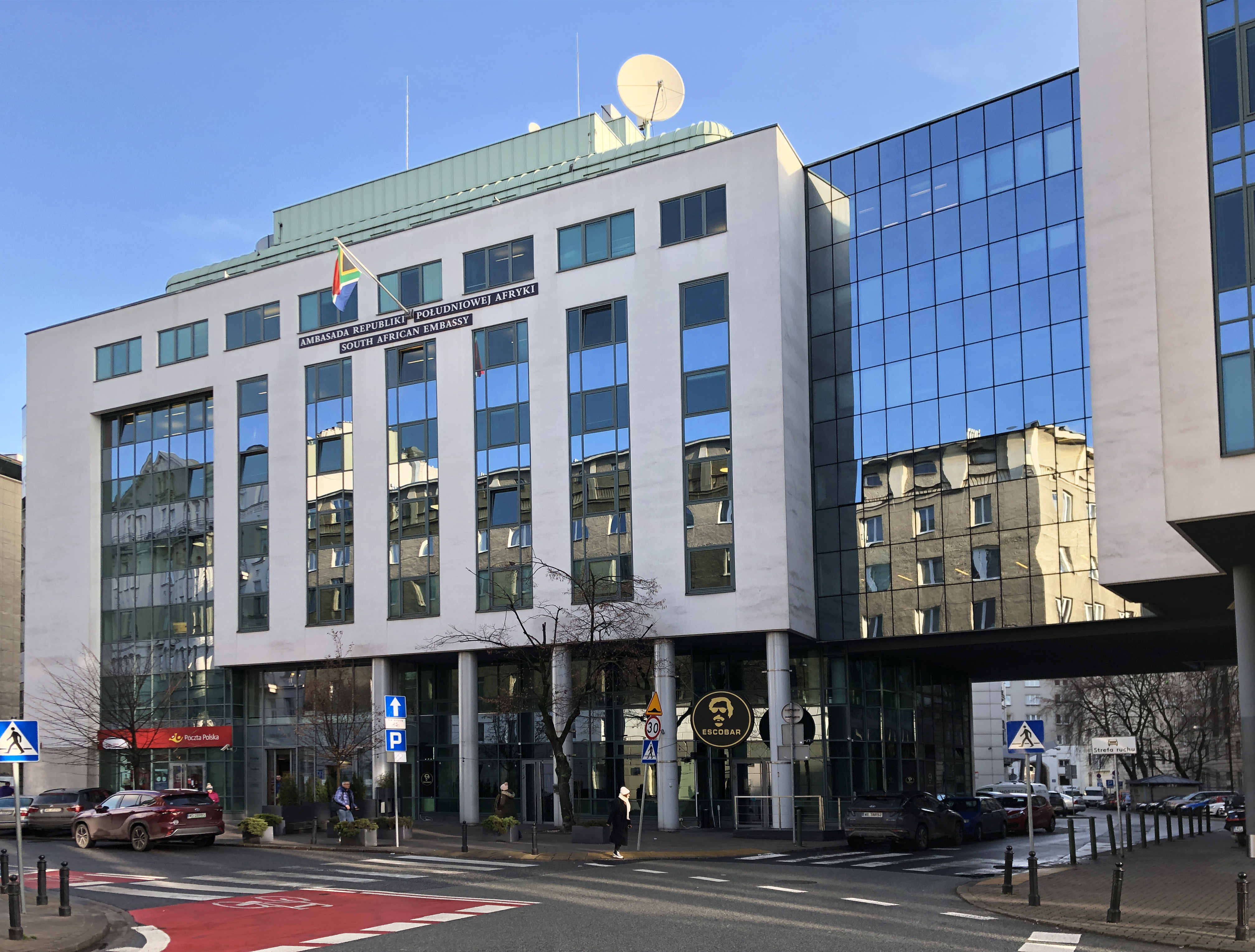
Siedziba ambasady RPA w budynku Koszykowa 54 przy ul. Koszykowej 54

Ambasada Republiki Południowej Afryki w Warszawie
- szef placówki: Nomvula Josephine Mngomezulu (ambasador)
- Strona oficjalna

Konsulat Honorowy Republiki Południowej Afryki w Gdańsku
- szef placówki: Janusz Kazimierz Popaszkiewicz (konsul honorowy)

## Portugalia

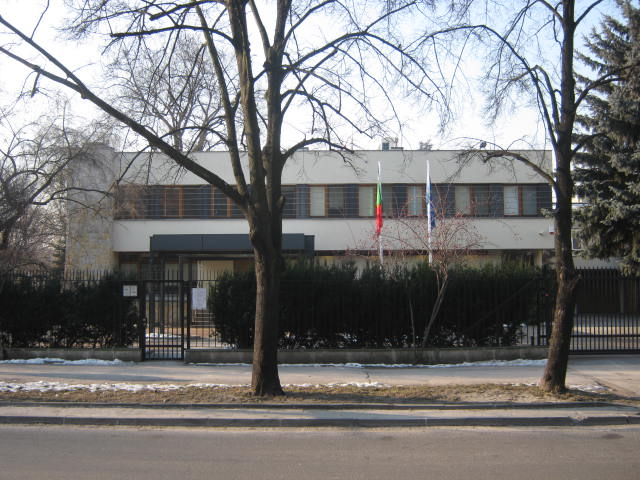
Siedziba ambasady Portugalii przy ulicy Ateńskiej w Warszawie

Ambasada Republiki Portugalskiej w Warszawie
- szef placówki: Luís Manuel Ribeiro Cabaço (ambasador)
- Strona oficjalna

Konsulat Honorowy Republiki Portugalskiej w Poznaniu
- szef placówki: Jerzy Krotoski (konsul honorowy)